# FV Eintracht Cassel
FV Eintracht Cassel was een Duitse voetbalclub uit Kassel, deelstaat Hessen. Tot 1926 werd Kassel met een C geschreven.

## Geschiedenis
De club werd opgericht in 1903 als FV Teutonia 03 en sloot zich aan bij de West-Duitse voetbalbond. De club speelde in de Hessische competitie en speelde vanaf 1906 in de hoogste klasse. De eerste twee seizoenen beëindigde de club het seizoen telkens met 0 punten. De volgende seizoenen kon de club wel punten sprokkelen maar eindigde altijd slecht tot in 1910/11 degradatie volgde.
Na één seizoen keerde de club terug naar de hoogste klasse en nam nu de naam FV Eintracht Cassel aan. Na een middelmatige plaats werd de club in 1913/14 vicekampioen achter Casseler FV 95. Twee jaar later werd de club opnieuw tweede en eindigde dan twee seizoenen laatste.
In 1919 fuseerde de club met FV Sportfreunde 1909 Cassel tot VfR 03 Cassel, dat later de naam CSC 03 Kassel aannam.